# Nossa Senhora de Fátima (Macao)
Nossa Senhora de Fátima (llamada oficialmente 花地瑪堂區 / Freguesia de Nossa Senhora de Fátima) es una freguesia china de la Región administrativa especial de Macao.

## Geografía
La freguesia de São Lourenço es una de las cinco que tiene la península de Macao.

## Historia
Desde la transferencia de gobierno en 1999 por parte de Portugal, las freguesias de Macao fueron mantenidas por China como meras divisiones regionales y simbólicas sin ningún poder administrativo.

## Demografía
Gráfica demográfica de la freguesía de Nossa Senhora de Fátima:
| Gráfica de evolución demográfica de Nossa Senhora de Fátima entre 2011 y 2021 |
|                                                                               |
| Datos aportados por la base de datos estadísticos de populación de Macao.     |

## Patrimonio
- Fortaleza de Mong-Há
- Iglesia de Nuestra Señora de Fátima
- Iglesia de San Francisco Javier
- Canódromo de Macao
- Puesto fronterizo de Portas do Cerco
- Templo de Kun Iam Tchai y de Seng Wong
- Templo de Kun Iam Tong